# Kościół św. Mikołaja w Tarnowie Pałuckim
Kościół pw. św. Mikołaja (łac. Tarnowa Villa Religiosorum Conventus Wągroviecensis) – rzymskokatolicki drewniany kościół parafialny z XIV wieku w Tarnowie Pałuckim, w powiecie wągrowieckim, wpisany do rejestru zabytków nieruchomych województwa wielkopolskiego.

## Historia
Według obecnych badań dendrochronologicznych i historycznych jeden z najstarszych kościołów w Polsce. Stojący do dziś obiekt (II kościół) powstał w ostatniej ćwierci XIV wieku. Badania dendrochronologiczne drewna użytego do jego konstrukcji dowiodły, że ścięto je jesienią 1373 roku, lub zimą 1373/1374 roku. W niewiele zmienionej formie (remonty przede wszystkim w XVII i XVIII wieku) kościół ten przetrwał do dziś. W jego wnętrzu pod podłogą w wyniku badań archeologicznych odkryto relikty fundamentów starszego kościoła/kaplicy (I kościół) z ok. poł. XIII wieku. Pierwszy znany z dokumentów proboszcz parafii tarnowskiej wymieniony jest w dokumencie z 1263 roku. Obydwa kościoły (I i II) powstały około 1 km na południowy zachód od opactwa cysterskiego w Łeknie. Od XIII wieku do kasaty klasztoru w 1835/1836 był on pod patronatem cystersów z Łekna a po translokacji opactwa z Łekna do Wągrowca - ok. 1392-1396 roku - cystersów wągrowieckich. Drugi kościół powstał po otrzymaniu przez cystersów łekneńskich przywileju od Kazimierza Wielkiego na założenia tam miasta na prawie magdeburskim. 
Restauracja i konserwacja tego obiektu miała miejsce w latach 1995-2001 oraz w roku 2011. 
W rzucie poziomym drugi (obecny) kościół tarnowski ma układ jednonawowy z nieco węższym, prosto zamkniętym prezbiterium, o wymiarach ok. 5,5 × 5,4 m i nawą główną zbudowaną na planie prostokąta, o wymiarach 9,35 × 8,99 m (pomiar zewnętrzny). Od strony północnej do prezbiterium przylega usytuowana asymetrycznie zakrystia o wymiarach 5,94 × 2,2 m, oświetlana dwoma okienkami. Od strony zachodniej znajduje się wieża wzniesiona na planie prostokąta o konstrukcji słupowo-ramowej i wymiarach 5,87 × 5,8 m.

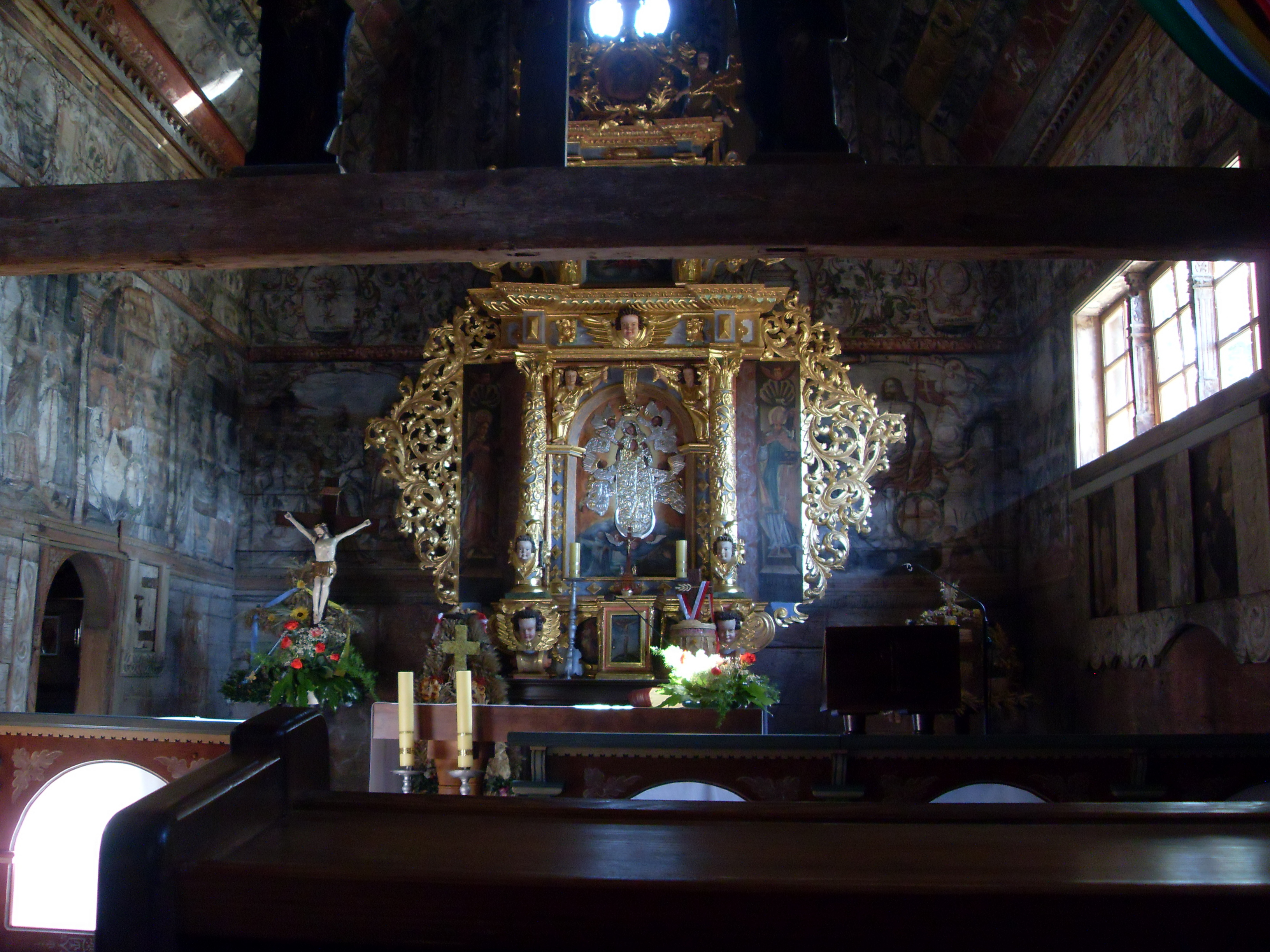
Wnętrze świątyni w 2011 roku

Wewnątrz znajduje się najwspanialszy w Polsce zespół polichromii, która zdobi całe wnętrze kościoła: nawę główną, prezbiterium i zakrystię oraz fragmentarycznie drzwi wejściowe do kościoła w kruchcie pod wieżą. Jest to wielowątkowa opowieść, w której zawarte są idee pobożności potrydenckiej, a jednocześnie echa mistyki duchowego ojca cystersów św. Bernarda z Clairvaux, teologiczne rozważania o Trójcy Świętej i obraz boskiej kosmogonii, wątki Maryjne i Chrystologiczne, wizji Sądu Ostatecznego, a także obrazkowe opowieści o świętych: Małgorzacie Antiocheńskiej i o jednym z najpopularniejszych świętych kościoła Wschodu i Zachodu – św. Mikołaju, a także przedstawienia świętych Kościoła powszechnego i polskiego, w tym głównych świętych zakonu cystersów i cysterek, a także przedstawienia angelistyczne. Zaprezentowany na niej program ikonograficzny jest połączeniem tradycyjnej religijności świeckiej i zakonnej uaktywnionej w nowy sposób przez zalecenia soboru trydenckiego, w tym tych, które dotyczyły nowych założeń wystroju wnętrz kościelnych i „świętych obrazów” oraz duchowości cysterskiej. 
Polichromia ta ma wielkie walory historyczne i artystyczne.